# Emma Ishta
Emma Ishta, née le 16 novembre 1990 à Brookfield (Queensland, Australie), est une actrice et mannequin australienne.

## Biographie
Emma est actrice depuis 2014. Elle a eu plusieurs petits rôles comme dans l'épisode Pilote de Manhattan Love Story, Cara dans Black Box et Bella dans Power. 
Elle est actuellement l'actrice principale de la série américaine Stitchers où elle joue le rôle de Kirsten Clark. 
En 2015, Emma a épousé le photographe Daniel McCabe. Elle annonce le 14 février 2016 être enceinte de son premier enfant, son mari ayant déjà une fille : Tierney née d'une précédente relation. Elle accouche d'un petit garçon en juin 2016.

## Filmographie

### Cinéma
- 2015 : I Smile Back : Katrina
- 2019 : Night Shift: Patrouille de nuit (Crown Vic) de Joel Souza : Ally

### Télévision
- 2014 : Black Box (Série TV) : Cara
- 2014 : Power (Série TV) : Bella
- 2014 : Manhattan Love Story (Série TV) : Catharine
- 2015 - 2017 : Stitchers (Série TV) : Kirsten Clark
- 2021 : FBI (Série TV) : Nicole Wyatt, 1 épisode
- 2024 : Chicago Med : Michelle Abrams (saison 9, épisode 9)